# Tông Dâm bụt
Tông Dâm bụt (danh pháp khoa học: Hibisceae) là một tông thực vật có hoa thuộc phân họ Cẩm quỳ.

## Các chi
| - Abelmoschus Medik. - Chi Vông vang - Anotea (DC.) Kunth - Cenocentrum Gagnep. - Decaschistia Wight & Arn. - Fioria Mattei - Helicteropsis Hochr. - Hibiscadelphus Rock - Hibiscus L. - Chi Dâm bụt - Humbertianthus Hochr. | - Humbertiella Hochr. - Kosteletzkya C.Presl - Macrostelia Hochr. - Malachra L. - Malvaviscus Fabr. - Megistostegium Hochr. - Papuodendron C.T.White - Pavonia Cav. - Peltaea (C.Presl) Standl. | - Perrierophytum Hochr. - Phragmocarpidium Krapov. - Radyera Bullock - Rojasimalva Fryxell - Senra Cav. - Symphyochlamys Gürke - Talipariti Fryxell - Urena L. - Chi Ké - Wercklea Pittier & Standl. |